# Gefüllte Gurke

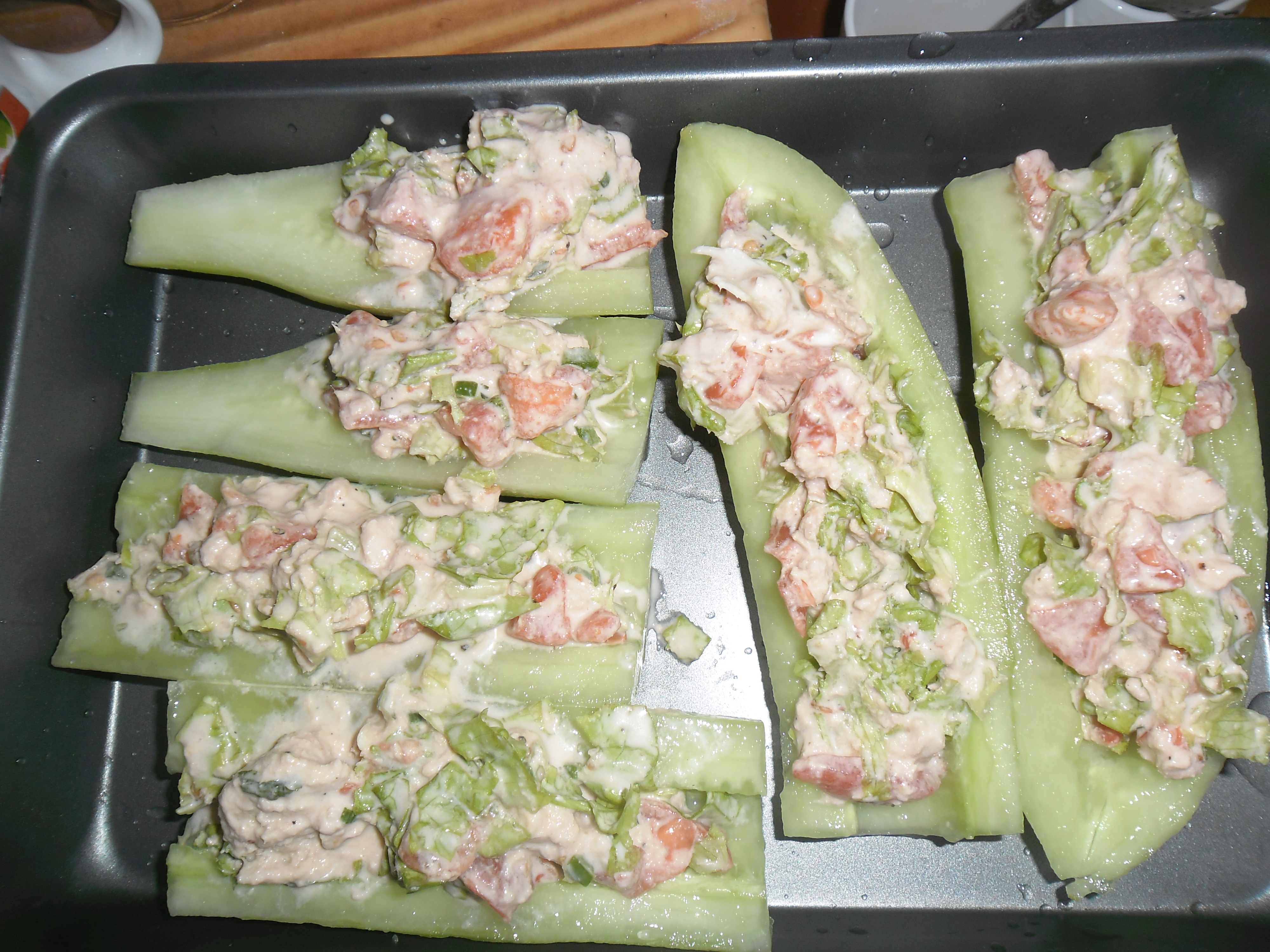
Gefüllte Gurken mit Thunfisch, Crème fraîche, Tomaten, Schnittlauch

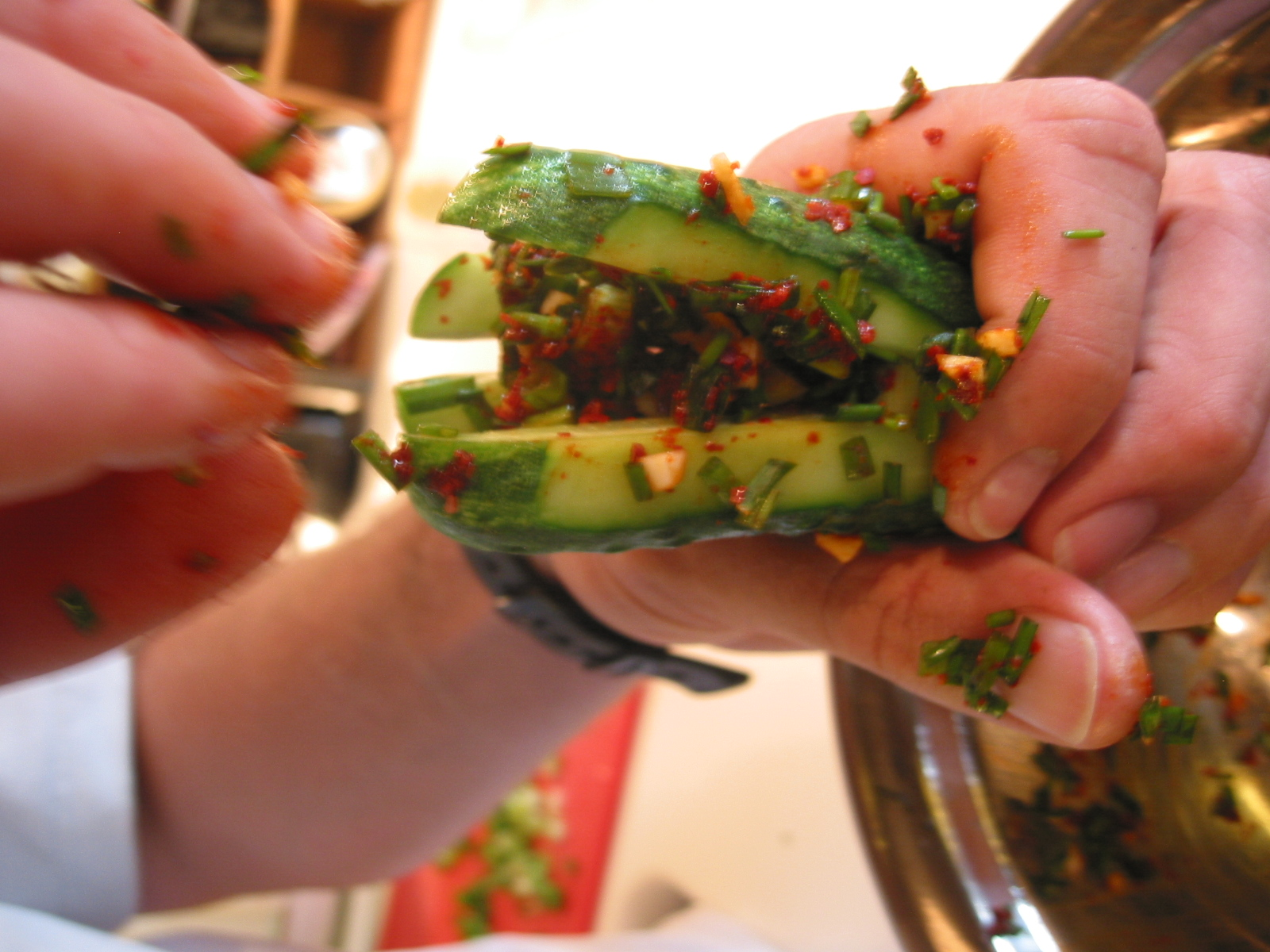
Oi kimchi (gefüllte Gurken auf koreanische Art)

Gefüllte Gurken sind eine Gemüsespeise aus frischen, fermentierten oder gegarten ausgehöhlten Gurkenstücken mit unterschiedlicher Füllung. Mit einer Fleischfüllung können sie als warme Vorspeise serviert werden.

## Zubereitungen
- Halbierte frische Gurken können beispielsweise mit einer Füllung aus gegartem Krabbenfleisch mit Mayonnaise gefüllt serviert werden, nachdem die gesalzenen Gurkenstücke ihren überschüssigen Wassergehalt „ausgeschwitzt“ haben.[2]

- Eine andere mögliche Zubereitungsweise ist, Gurken zu schälen, in etwa 5 cm starke Rollen schneiden, dann die Gurkenstücke aushöhlen und mit feiner Fleischfarce füllen. In gebutterter Auflaufform einordnen, mit etwas Fleischbrühe angießen und in der Bratröhre garen.[3]

- Blanchierte, entkernte Gurkenstücke können mit dem Dressiersack erhaben mit feinster Schweinefleischfarce gefüllt gedünstet und mit Tomaten-- oder Dillsoße nappiert werden.[1]

- Oi sobagi sind koreanische gefüllte Kimchi-Gurken, die nicht gänzlich gespalten mit einer Mischung aus Fischsauce und Gewürzen gefüllt werden.